# Międzyzakładowy Komitet Strajkowy z siedzibą w KWK Manifest Lipcowy

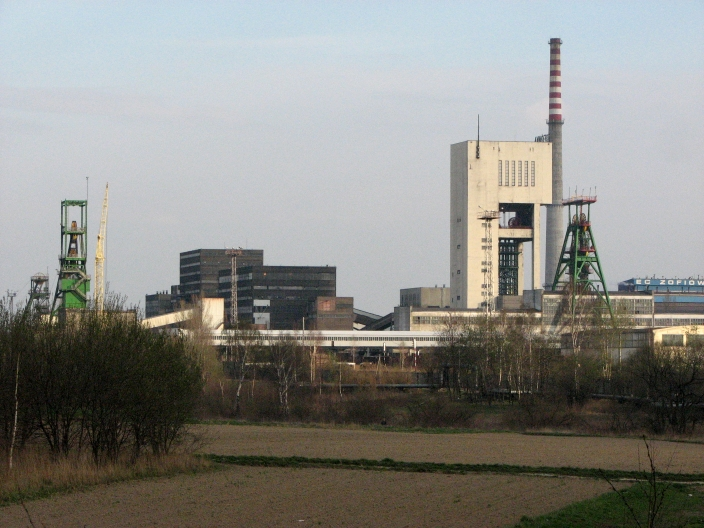
KWK „Manifest Lipcowy” obecnie Zofiówka

Międzyzakładowy Komitet Strajkowy z siedzibą w KWK Manifest Lipcowy – jeden z Międzyzakładowych Komitetów Strajkowych (MKS), którego siedzibą była Kopalnia Węgla Kamiennego „Manifest Lipcowy” w Jastrzębiu-Zdroju. MKS przy KWK „Manifest Lipcowy” składał się z 56 lokalnych komitetów strajkujących. Powołany 29 sierpnia 1980 działał do 3 września 1980, kiedy to w wyniku porozumień jastrzębskich przekształcił się w Międzyzakładową Komisję Robotniczą (MKR).

## Działalność MKS

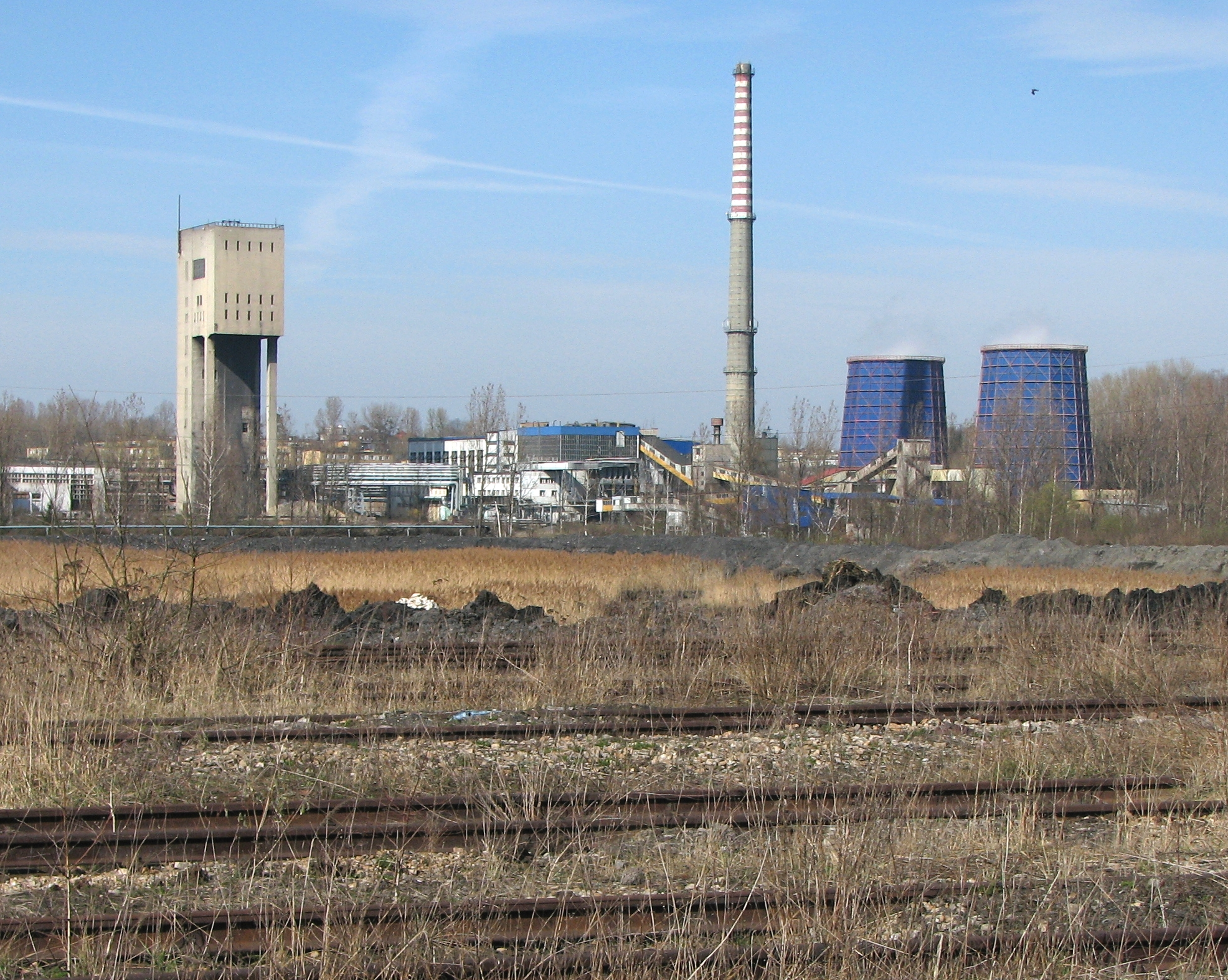
KWK Moszczenica

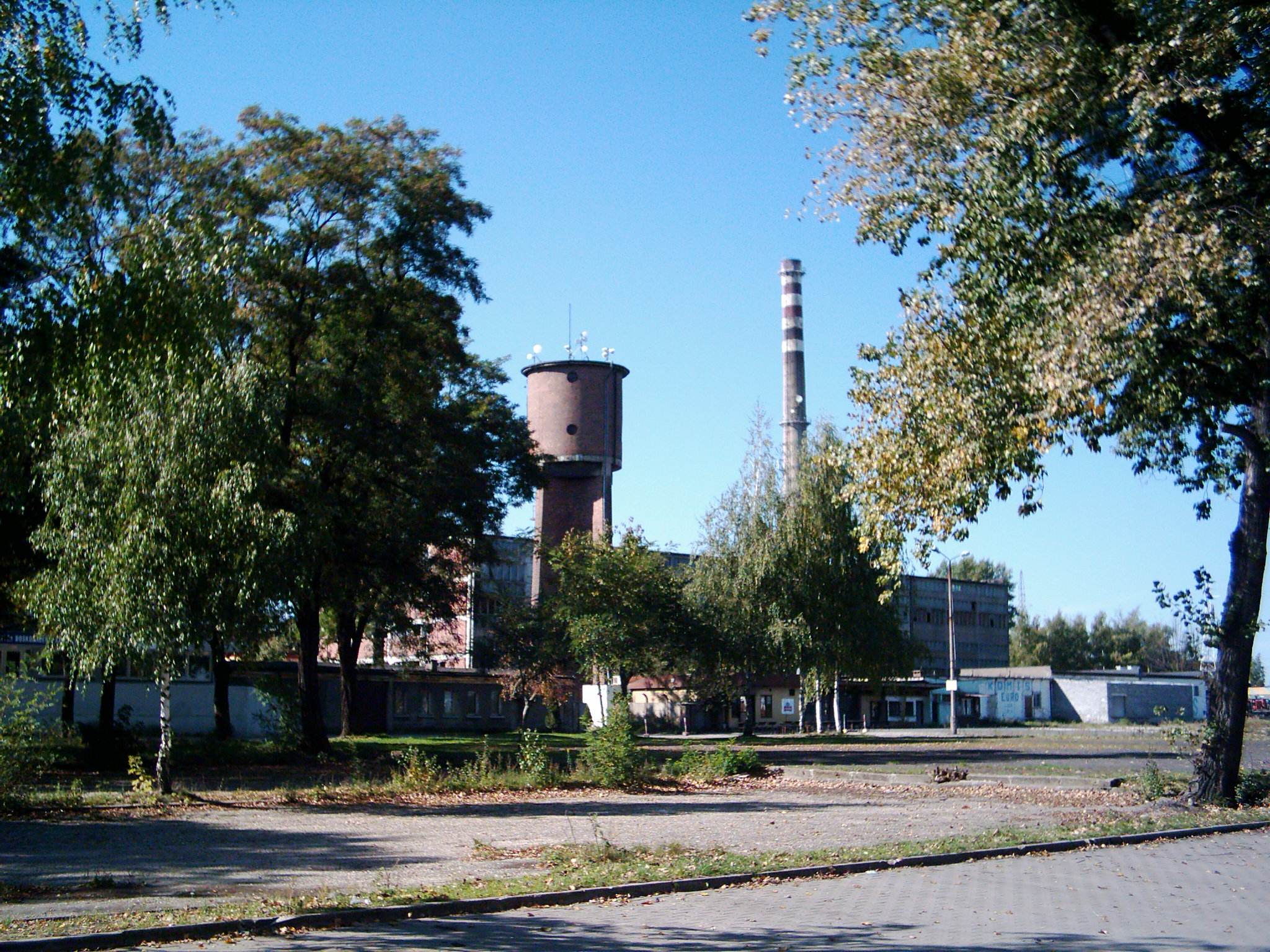
KWK 1 Maja

Komitet został powołany 29 sierpnia 1980 r. w czasie strajków sierpniowych. Przedstawiciele komitetów strajkowych w poszczególnych zakładach pracy na Górnym Śląsku zawiązali Międzyzakładowy Komitet Strajkowy z siedzibą w KWK „Manifest Lipcowy”.
Pomimo powołania MKS władze usiłowały zawierać ze strajkującymi górnikami innych kopalń odrębne porozumienia.
Przykładowo w nocy z 29 na 30 sierpnia delegacja KWK „Moszczenica” udała się do KWK „1 Maja” w Wodzisławiu Śląskim, aby przekonać strajkujących tam górników, że negocjacje mają być prowadzone tylko przez MKS przy KWK „Manifest Lipcowy”.
Po ukonstytuowaniu się Komitetu Strajkowego przy KWK „1 Maja” zostali wydelegowani przedstawiciele do MKS. Do kopalni przyjechała delegacja partyjno-rządowa z ministrem górnictwa Włodzimierzem Lejczakiem i sekretarzem KW PZPR w Katowicach Wiesławem Kiczanem, która namawiała górników do podpisania odrębnego porozumienia. W wyniku protestów delegacja partyjno-rządowa opuściła kopalnię.
3 września 1980 Komitet podpisał porozumienie ze stroną rządową, którą reprezentowali m.in. Aleksander Kopeć, Andrzej Żabiński i Włodzimierz Lejczak. Na mocy porozumienia jastrzębskiego MKS przy KWK „Manifest Lipcowy” przekształcił się w Międzyzakładową Komisję Robotniczą (MKR).
Przewodniczącym MKS został Jarosław Sienkiewicz (najpierw przewodniczył komitetowi strajkowemu w kopalni Borynia, ekonomista), a zastępcami Tadeusz Jedynak (górnik w „Manifeście”) i Stefan Pałka (elektryk w „Manifeście”). Członkami komitetu byli: Jan Jarliński, Piotr Musiał, Andrzej Winczewski, Marian Kosiński, Roman Kempiński, Mieczysław Sawicki, Kazimierz Stolarski, Ryszard Kuź, Wacław Kołodyński, Władysław Kołduński i Grzegorz Stawski.

## Skład MKS przy KWK „Manifest Lipcowy”
MKS przy KWK „Manifest Lipcowy” składał się z 56 lokalnych komitetów. Wśród nich było 28 kopalń węgla kamiennego.
18 lokalnych komitetów strajkowych wchodzących w skład MKS pochodziło z terenu Jastrzębia-Zdroju, 7 z Wodzisławia Śląskiego, 6 z Rudy Śląskiej, 5 z Rybnika i 4 z Katowic.
Skład komitetu w dniu 3 września 1980:
- KWK Manifest Lipcowy w Jastrzębiu-Zdroju
- KWK Borynia w Jastrzębiu-Zdroju
- KWK Jastrzębie w Jastrzębiu-Zdroju
- KWK ZMP w Żorach
- KWK Suszec w Szuszcu
- KWK Moszczenica w Jastrzębiu-Zdroju
- KWK XXX Lecia PRL w Jastrzębiu-Zdroju
- KWK Rymer w Rybniku
- KWK Anna w Wodzisławiu Śląskim
- KWK 1 Maja w Wodzisławiu Śląskim
- KWK Bolesław Śmiały w Łaziskach Górnych
- KWK Marcel w Wodzisławiu Śląskim
- KWK Wujek w Katowicach
- KWK Julian w Piekarach Śląskich
- KWK Rydułtowy w Wodzisławiu Śląskim
- KWK Piast w Tychach
- KWK Kaczyce w Kaczycach
- KWK Śląsk w Rudzie Śląskiej
- KWK Janina w Libiążu
- KWK Staszic w Katowicach
- KWK Polska w Świętochłowicach
- KWK Wieczorek w Katowicach
- KWK Halemba w Rudzie Śląskiej
- KWK Zabrze – Ruch Bielszowice w Rudzie Śląskiej
- KWK Katowice w Katowicach
- PRG Rybnik
- PRG Jastrzębie
- Oddział PRG Bytom przy KWK Pokój w Rudzie Śląskiej
- Oddział PRG Mysłowice przy KWK Janina w Libiążu
- Oddział PBSz Bytom rejon Rybnik
- ZPRE PW EL ROW Rybnik
- ZEG Tychy, Wydział Produkcji Wodzisław Śląski – Pszów
- Baza Remontowo Budowlana przy KWK Manifest Lipcowy w Jastrzębiu-Zdroju
- Zespół Szkół Zawodowych przy KWK Manifest Lipcowy w Jastrzębiu-Zdroju
- PST PW Jastrzębie
- ZTKiGK Rybnik
- ZGM Jastrzębie
- PCSBW Bzie Zameckie
- PTSBW Jastrzębie – Bzie
- WPK Jastrzębie
- Wodzisławskie Przedsiębiorstwo Robót Inżynieryjnych oddział Bzie Zameckie
- Zakład Robót Inżynieryjnych Żory
- MPGK Jastrzębie
- OPEC Jastrzębie
- FADOM Bzie Zameckie
- PEBEROW Żory
- UPT Wodzisław Śląski 1
- UPT Jastrzębie Zdrój 5
- Dom Mody Elegancja
- ZAMPOL Jastrzębie
- ZNP Jastrzębie (szkoły podstawowe nr 3, 4, 6, 9, 10, 12, 13, 15)
- PRHW Rybnik filia Wodzisław Śląski
- Pollena Salon Piękności nr 5 w Jastrzębiu
- KWK Brzeszcze w Brzeszczach
- KWK Pokój w Rudzie Śląskiej
- KWK Nowy Wirek w Rudzie Śląskiej